# Aranyélet
Aranyélet (distribuida como Una vida regalada, en España) es una serie de televisión húngara de drama criminal basada libremente en la serie finlandesa Helppo elämä. El programa fue producido por HBO Europe y se emitió originalmente del 8 de noviembre de 2015 al 2 de diciembre de 2018 en HBO Hungría protagonizada por Szabolcs Thuróczy, Eszter Ónodi, Renátó Olasz, Laura Döbrösi y Zsolt Anger.
Después del éxito comercial y crítico de la primera temporada, HBO Europe renovó Aranyélet para una segunda temporada, que se estrenó el 6 de noviembre de 2016. La tercera y última temporada completa se lanzó a través de HBO Go el 14 de octubre de 2018, y se estrenó en la misma día en HBO Hungría y en todos los canales europeos de HBO3.

## Sinopsis
Attila Miklósi (Szabolcs Thuróczy) ofrece a su familia una vida rica y fácil en el suburbio de élite de Budapest. Su fortuna se basa en sus actividades criminales en su mayoría de bajo perfil. Cuando el padre de Attila muere, decide abandonar su forma de vida y convertirse en una persona decente. Sin embargo, esta transformación desafía los cimientos de su familia.

## Reparto

### Personajes principales
- Szabolcs Thuróczy como Attila Miklósi.
- Eszter Ónodi como Janka Miklósi.
- Renátó Olasz como Márk Miklósi.
- Laura Döbrösi como Mira Miklósi.
- Zsolt Anger como Endre Hollós.
- Zsolt Végh como Ferenc Gáll.
- Lídia Danis como inspectora Erika Jakab.

### Personajes secundarios
- Tamás Lengyel como Tibor Miklósi.
- Béla Mészáros como Zsolt Komáromi.
- Éva Vándor como Klári.
- Sándor Lukács como Ambrus.
- Franciska Farkas como "Oszi".
- Áron Sedró – Örs Hegymegi.
- Laura Németh (temporada 2) / Viktória Staub (temporada 3) como Bianka Gáll.

## Acogida
Aranyélet ha sido aclamada por la crítica especializada y elogiada por muchos críticos como la mejor serie de televisión húngara de todos los tiempos. En IMDb, tiene una calificación de 9/10, lo que la convierte en la serie de televisión mejor calificada producida por HBO Europe.